# Bombardeo de Beirut (1840)
El bombardeo de Beirut (1840) fue una batalla durante la Guerra egipcio-otomana (1839-1841). Termino con una victoria aliada y la ciudad fue capturada

## La batalla
Las tropas egipcias marcharon a lo largo de la costa para prevenir que las fuerzas Anglo-Otomanas tomaran Beirut. Sin embargo, la ciudad fue bombardeada constantemente y la fuerza de desembarco fue llevada rápidamente a la bahía de D'jounie.  El ejército de Charles John Napier, formado por tropas británicas, austriacas, otomanas y rebeldes, se atrincheró.Después de un fuerte bombardeo, la ciudad callo a los aliados.